# オーラ・マイズ
オーラ・リー・マイズ（Ola Lee Mize, 1931年8月28日 - 2014年3月5日）は、アメリカ合衆国の軍人。アメリカ陸軍に所属し、朝鮮戦争での戦功から名誉勲章を受章している。最終階級は大佐。

## 経歴
1931年、アラバマ州マーシャル郡にて小作人の息子として生を受ける。家族の仕事を手伝うため、学校は9年生で退学している。賃金は決して良いとは言えず、退学から数年後には陸軍へ志願したが、当時彼の体重は120ポンド (54 kg)しかなく陸軍の入隊基準を満たしていなかった為に拒否されている。しかし、その後も彼は志願を繰り返し、最終的にアラバマ州ガスデンにて陸軍への入隊を果たした。
第82空挺師団に配属されたマイズは、任期満了後に除隊し学校教育を受け直そうと計画していた。しかし朝鮮戦争が始まると考えを変え、前線での勤務に志願した。その後、彼は軍曹(Sergeant)として最前線の第3歩兵師団第15歩兵連隊K中隊に配属された。1953年6月10日、K中隊は中国人民志願軍による大攻勢に晒されていたハリー前哨地点に配置された。マイズは防御態勢を整えつつ負傷者を救助し、翌日昼の援軍到着まで戦い続けた。その後、彼は曹長(Master Sergent)に昇進し、1954年9月24日にはハリー前哨地点での戦功により名誉勲章が授与された。
その後、マイズはグリンベレーの将校となり、ベトナム戦争中には3度ベトナムに派遣されている。1965年、彼は特殊部隊訓練グループ(Special Forces Training Group)に配属され、スキューバダイビングやHALO降下、スカイフックなどの上級訓練に関する委員会の責任者を務めた。また、彼はフロリダ州キーウェストに設置されている戦闘ダイバー認定コース(Combat Divers Qualification Course)の創設に関する責任者の1人であった。1966年から1967年まで、ベトナムにて第5特殊部隊グループのAからCまでの各分遣隊で指揮官を務めた。1969年には第5特殊部隊グループのうち、カンボジア兵から成る第3機動打撃部隊コマンド(3rd Mobile Strike Force Command)の指揮官となる。1969年、彼は第3機動打撃部隊B-36の指揮官としての戦功から銀星章を受章している。1981年には大佐の階級を最後に退役する。現在、彼が受章した名誉勲章はアラバマ州ガンターズビルのガンターズビル博物館(Guntersville Museum)に展示されている。
2014年3月12日、アラバマ州ガズデンにてガンのために82歳で死去した。

## 受章
- 名誉勲章
- 銀星章
- レジオン・オブ・メリット勲章
- 銅星章
- 名誉戦傷章

## 名誉勲章の勲記
マイズに授与された名誉勲章の勲記には、次のように記されている。